# Mesochorus aureus
Mesochorus aureus är en stekelart som beskrevs av Dasch 1974. Mesochorus aureus ingår i släktet Mesochorus och familjen brokparasitsteklar. Inga underarter finns listade i Catalogue of Life.